# Сан Фелип (Тексас)
Сан Фелип (енгл. San Felipe) град је у америчкој савезној држави Тексас. По попису становништва из 2010. у њему је живело 747 становника.

## Демографија
Према попису становништва из 2010. у граду је живело 747 становника, што је 121 (13,9%) становника мање него 2000. године.
| Група             | 2000.       | 2010.       |
| Белци             | 483 (55,6%) | 424 (56,8%) |
| Афроамериканци    | 300 (34,6%) | 211 (28,2%) |
| Азијати           | 0 (0,0%)    | 0 (0,0%)    |
| Хиспаноамериканци | 82 (9,4%)   | 100 (13,4%) |
| Укупно            | 868         | 747         |